# Tufeni
Tufeni is een Roemeense gemeente in het district Olt.
Tufeni telt 3138 inwoners.